# Edvard Liljedahl

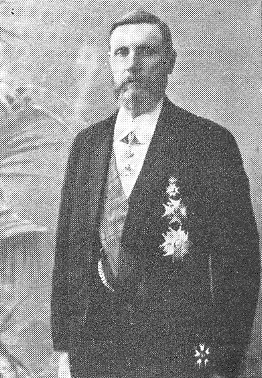
Edvard Liljedahl

Edvard Apolloniussen Liljedahl, född 6 augusti 1845, död 10 oktober 1924, var en norsk politiker.
Liljedahl var ursprungligen skollärare och kantor, därefter postmästare. 1880-91 och 1895-1909 var han stortingsman samt statsråd och chef för revisionsdepartementet  mars-juli 1899. Liljedahl var president i Odelstinget 1899-1900, i Stortinget 1900-03 samt 190809 och kyrkominister 1912-13. Det väckte stort uppseende, då den gamle venstremannen och landsmålsentusiasten Liljedah i februari 1912 ingick i Jens Bratlies högerregering.